# Desa Ngargosari (administrativ by i Indonesien, lat -7,28, long 110,84)
Desa Ngargosari är en administrativ by i Indonesien.   Den ligger i provinsen Jawa Tengah, i den västra delen av landet, 500 km öster om huvudstaden Jakarta. Desa Ngargosari ligger vid sjön Waduk Kedungombo.